# Смагин, Сергей Иванович
Сергей Иванович Смагин (род. 1952) — специалист по вычислительной математике, математическому моделированию и прикладной информатике, член-корреспондент РАН (2000).

## Биография
Родился 9 мая 1952 года в г. Свободном Амурской области.
С 1974 по 1976 годы — служба в Советской Армии.
Образование

В 1974 году — окончил Новосибирский электротехнический институт.
В 1982 году — защитил кандидатскую диссертацию, тема: «Численное решение трехмерной задачи дифракции электромагнитных волн методом потенциалов».
В 1991 году — защитил докторскую диссертацию, тема: «Численное решение трехмерных задач дифракции методом потенциалов».
В 2000 году — избран членом-корреспондентом РАН.
Трудовая деятельность

С 1976 по 1981 годы — работал в Хабаровском комплексный НИИ ДВНЦ АН СССР, инженер-математик, младший научный сотрудник.
С 1981 года по настоящее время работает в Вычислительном центре ДВНЦ АН СССР (сейчас это Вычислительный центр ДВО РАН), где прошел путь от младшего научного сотрудника до директора (с 1992 года).
Член Президиума Дальневосточного отделения РАН.
Член-корреспондент Академии инженерных наук РФ (1995).

## Научная деятельность
Ведет научные изыскания в области методов исследования и моделирования, математические и кибернетические методы, дифференциальные и интегральные уравнения математических моделей естественных наук, численные методы решения дифференциальных и интегральных уравнений.
- Предложил новый подход к понижению размерностей гранично-контактных задач математической физики, получил и исследовал новые интегральные постановки трехмерных задач дифракции акустических, упругих и электромагнитных колебаний, на основе которых созданы эффективные численные методы решения этих задач;
- Разработал и теоретически исследовал новые прямые методы численного решения интегральных уравнений I рода теории дифракции;
- Создал эффективные алгоритмы расчета волновых полей в горизонтально-однородных слоистых средах с локальными включениями[1].

## Научные труды
Автор 60 научных публикаций и 2 монографий.
Под его руководством защищено 4 кандидатские диссертации.
Важнейшие публикации
- Численное решение трёхмерной стационарной задачи дифракции акустических волн на упругом включении / Н. Е. Ершов, С. И. Смагин; АН СССР, Дальневост. отд-ние, ВЦ. — Препр. — Владивосток : ДВО АН СССР, 1989. — 46 с. : ил.
- Смагин С. И. Интегральные уравнения задач дифракции. — Владивосток: Дальнаука, 1995. — 203 с. ISBN 5-7442-0605-1
- Смагин С. И. и др. Моделирование электромагнитных полей в слоистых средах с включениями / Мазалов В. Н., Пересветов В. В., Смагин С. И. — Владивосток: Дальнаука, 2000. — 292 с. ISBN 5-7442-1192-6

## Награды
- Благодарность Президента Российской Федерации (5 февраля 2024 года) — за заслуги в развитии отечественной науки, многолетнюю плодотворную деятельность и в связи с 300-летием со дня основания Российской академии наук[2].